# Suresh Goel
Suresh Chandra Goel (* 20. Juni 1943 in Allahabad; † 13. April 1978 in Varanasi) war ein indischer Badmintonspieler.

## Karriere
Suresh Goel gewann 1962 seinen ersten Titel bei den indischen Einzelmeisterschaften, zehn weitere folgten bis 1976. Bei Olympia 1972, wo Badminton als Demonstrationssportart ausgetragen wurde, schied er sowohl im Einzel als auch im Doppel mit Ippei Kojima in der 1. Runde aus. 1966 und 1970 startete er bei den Commonwealth Games. 1967 wurde er mit dem Arjuna Award ausgezeichnet. Goel starb 1978 beim Lauftraining an einem Herzfehler.

## Sportliche Erfolge
| Saison | Veranstaltung                 | Disziplin    | Platz | Name                        |
| ------ | ----------------------------- | ------------ | ----- | --------------------------- |
| 1962   | Indien: Einzelmeisterschaften | Herreneinzel | 1     | Suresh Goel                 |
| 1963   | Indien: Einzelmeisterschaften | Herreneinzel | 1     | Suresh Goel                 |
| 1964   | Indien: Einzelmeisterschaften | Herreneinzel | 1     | Suresh Goel                 |
| 1965   | Indien: Einzelmeisterschaften | Herrendoppel | 1     | Suresh Goel / C. D. Deoras  |
| 1967   | Indien: Einzelmeisterschaften | Herreneinzel | 1     | Suresh Goel                 |
| 1970   | Indien: Einzelmeisterschaften | Herreneinzel | 1     | Suresh Goel                 |
| 1971   | Indien: Einzelmeisterschaften | Herrendoppel | 1     | Dipu Ghosh / Suresh Goel    |
| 1974   | Indien: Einzelmeisterschaften | Mixed        | 1     | Suresh Goel / Morin Mathias |
| 1975   | Indien: Einzelmeisterschaften | Mixed        | 1     | Suresh Goel / Morin Mathias |
| 1975   | Indien: Einzelmeisterschaften | Herrendoppel | 1     | Suresh Goel / Leory D'Sa    |
| 1976   | Indien: Einzelmeisterschaften | Mixed        | 1     | Suresh Goel / Morin D’Souza |